# Mối tình đầu (phim 1977)
Mối tình đầu là một bộ phim tình cảm - xã hội của đạo diễn Hải Ninh, do Hoàng Tích Chỉ viết kịch bản. Bộ phim ra mắt lần đầu năm 1977 và đã gây cơn sốt vé trong các rạp chiếu bóng.
Truyện phim dựa theo một số truyện ngắn của nhà văn Nguyễn Hiểu Trường.

## Nội dung
Phim Mối tình đầu lấy bối cảnh tại thành phố Sài Gòn trước năm 1975, khi cuộc chiến sắp chấm dứt với những câu hỏi day dứt về sự lựa chọn lẽ sống của những người trẻ tuổi. Phim kể lại mối tình đầu của chàng sinh viên Ba Duy (diễn viên Thế Anh) với cô gái Diễm Hương (diễn viên Như Quỳnh), nhưng cuộc tình đổ vỡ khi Diễm Hương buộc phải lấy một tên Cố vấn Mỹ để cứu cha. Đau đớn, Ba Duy đã bỏ học và lao vào con đường nghiệp ngập, cho quên tình, quên đời. Nhưng ánh sáng đã trở lại với cuộc đời Ba Duy khi được chị Hai Lan (diễn viên Trà Giang), chị ruột Ba Duy - một cán bộ tình báo hoạt động nội thành khuyên giải, giáo dục để không bước vào con đường lầm lạc.
Trong những ngày Sài Gòn náo loạn vì quân giải phóng sắp tiến vào, Diễm Hương bỗng phát hiện ra chồng cô đang âm mưu bắt cóc trẻ em Việt Nam đưa nước ngoài bán. Sợ lộ tẩy, y đã giết Diễm Hương hòng bịt đầu mối.

## Diễn viên
- NSND Thế Anh... Ba Duy
- NSND Trà Giang... Hai Lan
- NSND Như Quỳnh... Diễm Hương
- Hồng Liên... mẹ Duy
- Robert Hải... Henry Jackson
- Ngô Quan Trọng... Tuấn
- Băng Châu Lưu trữ ngày 5 tháng 12 năm 2010 tại Wayback Machine... Hoàng Điệp
- NSND Lan Hương... Út Hạnh
- Lưu Thị Bích Thúy... Huệ Anh
- Nguyễn Hữu Thiết... bố Diễm Hương
- Sơn Điền... Đinh ba búa
- Lân Hoàng... Hòa gái
- Hoàng Giang... Hai Vĩnh
- Moreau Marcel... William
- NSND Lý Huỳnh... đàn em của Ba Duy

## Ê-kíp
- Thiết kế Mĩ thuật: Đào Đức
- Âm nhạc: Hoàng Vân
- Dựng phim: Nguyễn Thị Ninh
- Hóa trang: Nguyễn Thị Lam
- Ánh sáng: Huỳnh Sáng
- Dựng cảnh: Trần Văn Bối
- Đạo cụ: Nguyễn Anh Lân
- Khói lửa: Nguyễn Duy Đơm
- Thư ký trường quay: Nguyễn Thế Vĩnh

## Hậu trường
Mối tình đầu được giới phê bình đánh giá là một trong những phim ăn khách và được yêu thích nhất thập niên 70 thế kỷ XX và để lại ấn tượng mạnh mẽ mãi về sau này bằng câu chuyện hấp dẫn và những diễn viên xuất sắc. Bộ phim thực sự là một phá cách và dấn thân của đạo diễn Hải Ninh khi ông cập đến vấn đề tình yêu khá nhạy cảm lúc bấy giờ và cũng vì trước đó khán giả đã quen với một Hải Ninh của những bộ phim chiến tranh.
Nhân vật Hai Lan dựa theo nguyên mẫu bà Hoàng Thúy Lan.

## Vinh danh
Tại Liên hoan phim Việt Nam lần thứ 5 năm 1980
- Bông sen Bạc cho bộ phim
- Nam diễn viên chính xuất sắc: Thế Anh
- Thiết kế mỹ thuật xuất sắc: Đào Đức